# پناهگاه صخره‌ای والی
پناهگاه صخره‌ای والی مربوط به دوران پارینه‌سنگی جدید است و در شهرستان پل‌دختر، بخش مرکزی، دهستان ملاوی، روستای گل گل سفلی واقع شده و این اثر در تاریخ ۱۵ دی ۱۳۸۷ با شمارهٔ ثبت ۲۴۲۵۱ به‌عنوان یکی از آثار ملی ایران به ثبت رسیده است.